# Bifrost, Mölndal

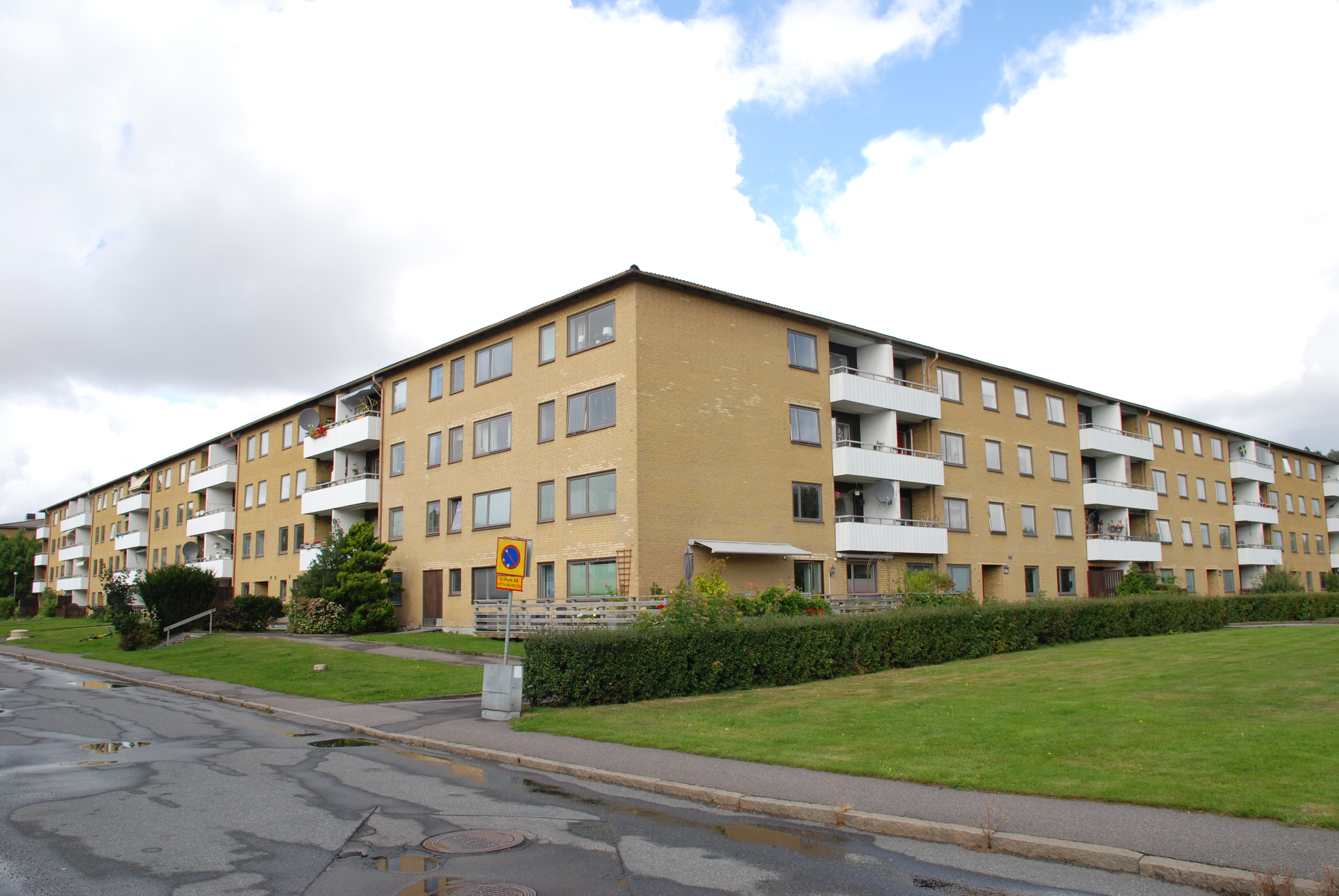
Blandsädesgatan i Bifrostområdet.

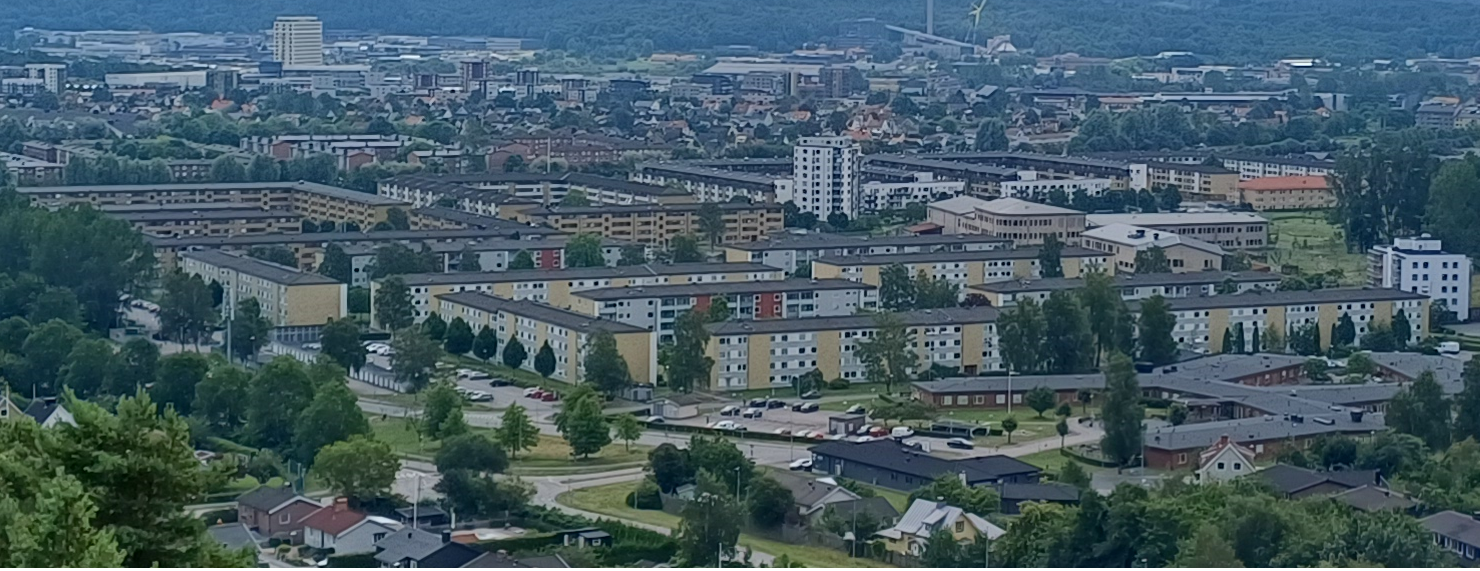
Bifrost, vy norrifrån

Bifrost är ett område i norra delen av kommundelen Västra Mölndal (motsvarande Fässbergs distrikt).
Området nordväst om centrala Mölndal består främst av hyreshus, men även villor. Gatunamnen i området har anknytning till lantbruk.

## Historia
Bifrost ligger på det som tidigare var inägor till Toltorps by och till en liten del på mark som tillhört Fässbergs by. Den sista skörden i Toltorps by bärgades år 1963.
Flerfamiljshusen började uppföras 1967 av Lennart Wallenstam  Byggnads AB och inflyttning skedde året efter. År 1968 började Mölndalsbostäder och HSB bygga. Bostadsrättsföreningen Tegen bildades 1970–1971 och består av 477 lägenheter. Byggnaderna utgörs av lamellhus.

## Gatunamn
Gatorna i området har anknytning till lantbruk. Området omsluts av Lantbruksgatan. Hyreshusen är belägna bland annat vid Pinnharvsgatan, Rullharvsgatan, Släpharvsgatan, Utsädesgatan, Havrekornsgatan och Vetekornsgatan och villor finns vid Axgatan och Rågkornsgatan.

## Offentliga byggnader
Bifrosts dag- och fritidshem öppnades 1 oktober 1975 med elva avdelningar. Från år 1994 renodlades verksamheten och bytte namn till Bifrost förskola. Den 8 juli 2022 stängdes förskolan för att därefter rivas och ersättas med en ny ännu större med 14 avdelningar till vårterminen 2025.
Där fanns också låg- och mellanstadieskolan Västerbergsskolan, med liten gymnastiksal, som togs i bruk 1969 och högstadieskolan Lindhagaskolan år 1972. Eftersom gymnastiksalen var så liten hade eleverna i årskurs 6 idrottslektioner vid Lindhagaskolan då det fanns möjlighet.
I maj 2010 föreslogs att högstadieskolan skulle byta namn till Ekhagaskolan för att symbolisera att elever från Eklanda också skulle känna tillhörighet.
Högstadieskolan Ekhagaskolan stängdes 2013 på grund av fukt och mögel och eleverna flyttades då tillfälligt till Katrinebergsskolan samt Fässbergsgymnasiet.
Sedan vårterminen 2022 går eleverna från gamla Västerbergsskolan i tillfälliga lokaler vid Bosgårdsskolan. Eleverna kommer vara där medan Västerbergsskolan rivs och ersätts med Nya Västerbergsskolan som byggs mycket större och med sporthall, som planeras klar sommaren 2025.
Fässbergshemmet stod klart 1970.
Bifrostkyrkan byggdes av Mölndals Frikyrkoförsamling och invigdes år 1985. Församlingen är en del av Equmeniakyrkan. Kyrkobyggnaden är ritad av Barbro Lenberg och Carl-Johan Lindfors.